# Mini Rivas
Xosé Luís Rivas Cruz, apodado Mini (Pacios, Begonte; 18 de junio de 1951) es un profesor, cantautor, compositor, musicólogo y político español.

## Trayectoria

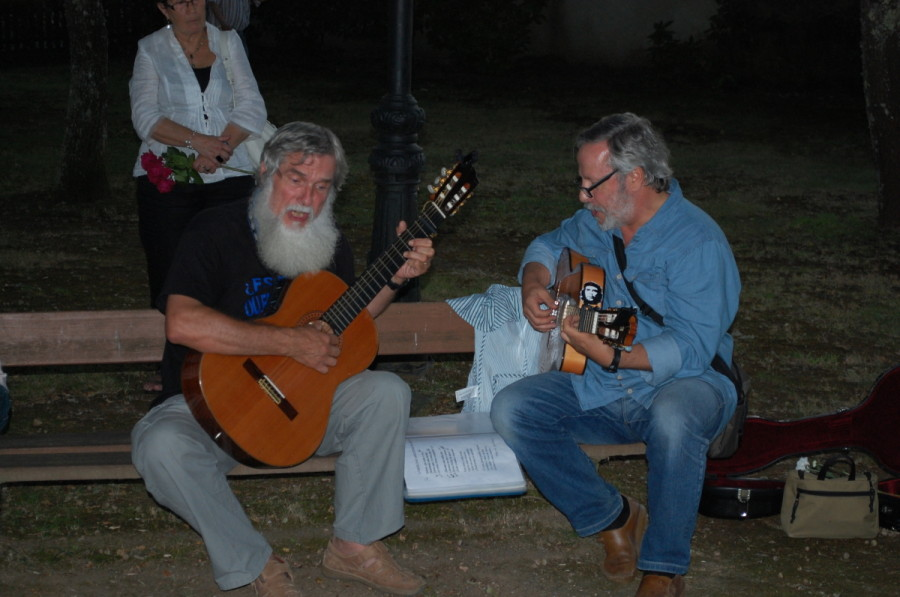
"Mini" (izquierda) y "Mero" en el acto en memoria de Avelino Pousa Antelo en Teo en 2013.

Impartió clases en una escuela unitaria del municipio de Boimorto, y luego sería docente del CPI Armando Cotarelo Valledor. Mientras, desarrolló una amplia labor cultural dentro de la música, en la que continúa activo.
Formó parte de la banda Fuxan os Ventos desde su fundación hasta 1982 y luego, en 1984, junto a su compañero Baldomero Iglesias Dobarrio "Mero", formó A Quenlla, grupo en el que continúa en la actualidad. En ese mismo año compuso la música del cortometraje Mamasunción. En 2007, junto con "Mero", donó al Museo del Pueblo Gallego las colecciones de cantos, bailes, leyendas y refranes recogidas a lo largo de su carrera.Todo este repertorio fue digitalizado y puesto a disposición de aquellos interesados en el patrimonio oral gallego.
En las elecciones municipales de 2015 se presentó como cabeza de lista del BNG-Asembleas Abertas y fue elegido alcalde de Boimorto con el apoyo del PSdeG.Dos meses más tarde, Gonzalo Concheiro, candidato del PP, se convirtió en el nuevo alcalde del municipio tras prosperar una moción de censura del PP apoyada por un concejal que había sido elegido en las listas del PSdeG pero que se había desvinculado en julio.
Tras las elecciones al Parlamento de Galicia de 2016 fue elegido diputado por el BNG para la 10. ª legislatura, siendo reelegido en las elecciones de 2020.

## Obra musical
Destaca como compositor y adaptador de canciones gallegas y realiza una intensa labor de recopilación del folclore de Galicia. Así, ha editado trece álbumes y arreglado la música para los siguientes vídeos:
- Historia da lingua
- Os señores da palabra
- 70 anos de nacionalismo
- Memoria de rosas
- Longa noite de pedra
- A carón dá escola
- Cantares de cego I
- Contos de lanuxes pra nenos
- Somos lenda viva

## Obra escrita

### Ensayo
- Boimorto: memoria dun silencio, 2007, Concello de Boimorto.

### Obra colectiva
- Contos de vellos para nenos, con Mero, 1995.
- Somos lenda viva, con Mero, 1996, Citania de Publicacións.

## Premios
En 2009, fue galardonado junto a Mero con el Pedrón de Ouro por la difusión de la cultura oral de Galicia.En 2012 recibieron el Premio Galiza Mártir de la Fundación Alexandre Bóveda.